# Presseausweis

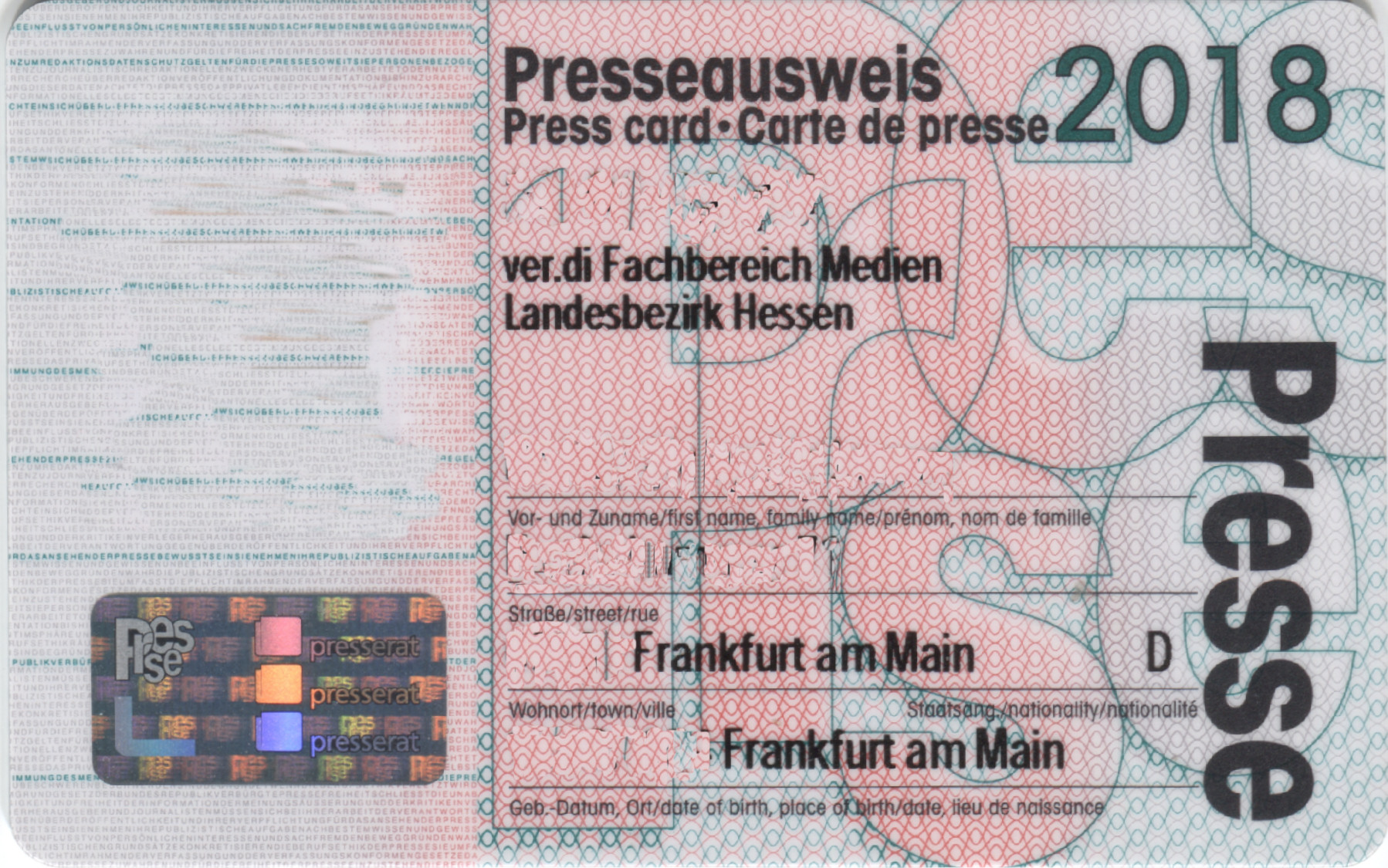
Bundeseinheitlicher Presseausweis von DJV, dju, BDZV, VDS, MVFP und freelens für 2018. Das Feld links oben enthält eine Abbildung des Inhabers.

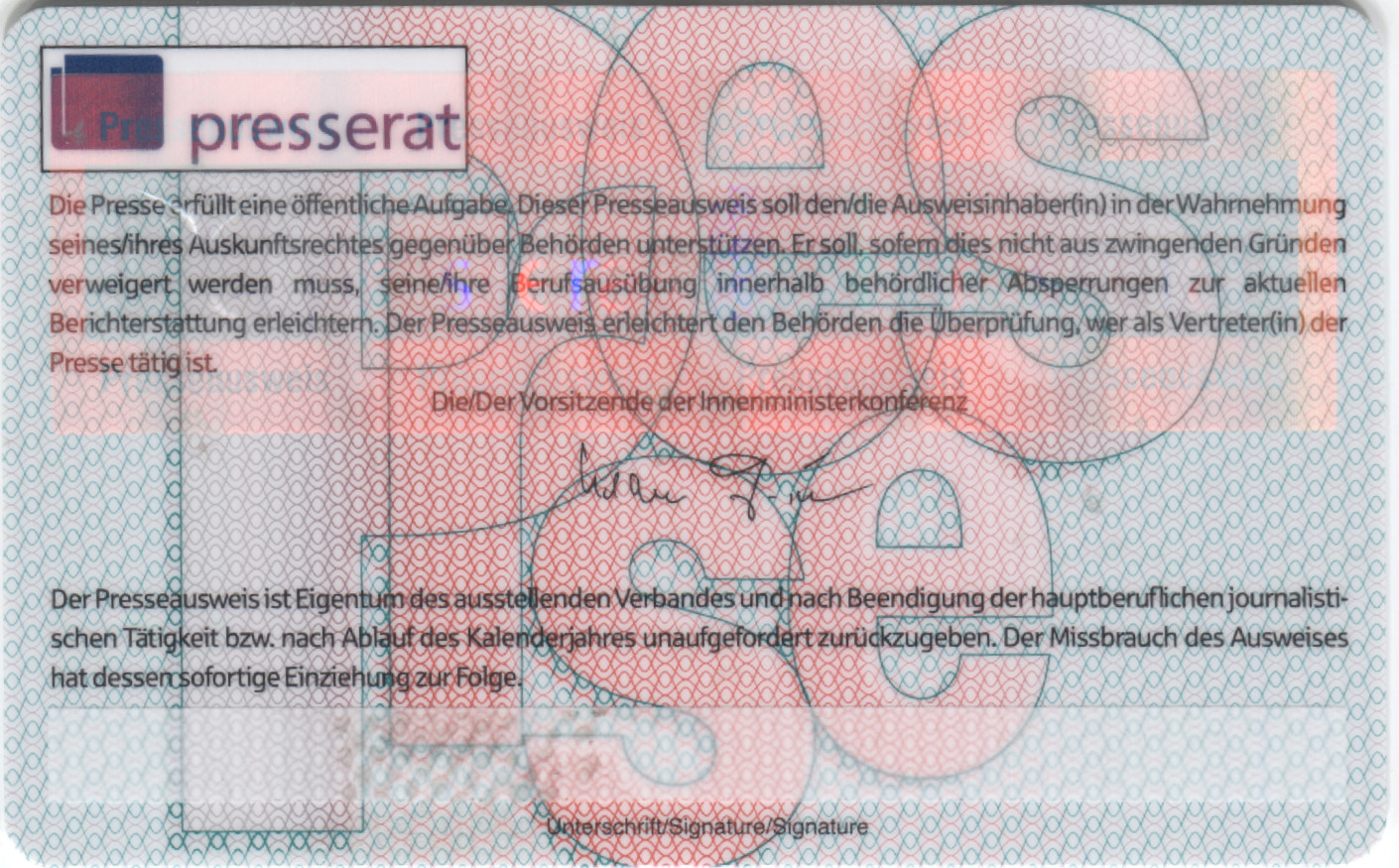
Rückseite des Bundeseinheitlichen Presseausweises

Ein Presseausweis dient dem Nachweis der haupt- oder nebenberuflichen journalistischen Tätigkeit gegenüber Dritten und ist damit in erster Linie ein Arbeitsinstrument, das die journalistische Recherche erleichtern soll.

## Ausstellung
Der Presseausweis enthält in der Regel Name, Anschrift und Foto des Ausweisinhabers. Die ausstellende Organisation bestätigt damit dem Inhaber, als Journalist tätig zu sein. Die meisten Presseausweise bestehen aus Kunststoff, sind im Scheckkartenformat gehalten und werden üblicherweise für ein Jahr ausgestellt.
Eine gesetzliche Regelung über die Ausstellung von Presseausweisen gibt es in Deutschland nicht, da diese die im Grundgesetz garantierte Pressefreiheit einschränken würde. Presseausweise werden von zahlreichen Organisationen und Redaktionen ausgestellt, die unterschiedliche Kriterien für die Vergabe anlegen. Während einige Verbände Ausweise nur an nachgewiesenermaßen hauptberuflich tätige Journalisten ausstellen, geben andere diese auch an nebenberufliche Journalisten aus. Darüber hinaus gibt es Organisationen, die gegen Entgelt Presseausweise auch an Personen ausstellen, die keine berufliche Tätigkeit als Journalist nachweisen können bzw. sich mit einer vom Antragsteller unterschriebenen Bestätigung begnügen, er sei als Journalist tätig, ohne weitere Nachweise zu verlangen.
Mitgliedern der Journalistenverbände werden die Ausweise in der Regel kostenfrei ausgestellt, ansonsten fällt in der Regel eine jährliche Gebühr für Nichtmitglieder an, die je nach Verband unterschiedlich bemessen wird.

## Ausweise in Deutschland

### 1950 bis 2008
Ab 1950 gab es eine Vereinbarung zwischen der Innenministerkonferenz sowie den Journalistengewerkschaften und den Verlegerverbänden, die die Ausstellung eines damals so genannten „bundeseinheitlichen Presseausweises“ regelte. Dieser Ausweis sollte von Behörden grundsätzlich akzeptiert werden und wurde daher als „amtlich anerkannter“ Presseausweis bezeichnet. Diese Vereinbarung, die „den Behörden die Überprüfung, wer als Vertreter/in der Presse tätig ist“, erleichtern sollte, erlaubte das Ausstellen des „bundeseinheitlichen Presseausweises“ nur folgenden Verbänden:
- Deutscher Journalisten-Verband (DJV)
- Deutsche Journalistinnen- und Journalisten-Union (dju) – Berufsgruppe innerhalb der Fachgruppe Medien der Vereinten Dienstleistungsgewerkschaft (ver.di)
- Bundesverband Deutscher Zeitungsverleger (BDZV)
- Verband Deutscher Zeitschriftenverleger (VDZ)

Im Herbst 2004 stellte das Verwaltungsgericht Düsseldorf nach einer Klage des Freelens e. V. fest, dass auch dieser Verband zur Ausstellung des „bundeseinheitlichen Presseausweises“ befugt sei. Am 5. Mai 2006 beschlossen die deutschen Innenminister daraufhin, auch künftig „das Erfordernis der Hauptberuflichkeit“ als „Leitbild“ beizubehalten. Aus behördlicher Sicht sei es jedoch „sachgerecht“, auch solchen Journalisten den Ausweis zuzugestehen, „die nicht hauptamtlich, aber quantitativ und qualitativ vergleichbar regelmäßig und dauerhaft journalistisch tätig sind“. Zugleich wurde festgelegt, dass die Ausgabe von Presseausweisen nicht „der Hauptzweck des Verbandes“ sein dürfe.
Eine endgültige Vereinbarung über die künftige Regelung der Presseausweis-Vergabe und über die hierfür berechtigten Verbände wurde durch die deutschen Innenminister zunächst nicht getroffen. Als Kandidaten für die weiteren Verhandlungen meldeten sich der Deutsche Fachjournalisten-Verband (DFJV), der DPV Deutsche Presse Verband, der Bundesverband professioneller Bildanbieter (BVPA, damals noch unter dem Namen Bundesverband der Pressebild-Agenturen und Bildarchive), der Verband Deutscher Lokalzeitungen (VDL), der Verband Deutscher Sportjournalisten (VDS), der Deutsche Medienverband und die Arbeitsgemeinschaft Dokumentarfilm (AG DOK). Da zwischen den Anwärtern und den vier Altverbänden keine Einigung zustande kam, beschloss die Innenministerkonferenz (IMK) am 7. Dezember 2007, dass Presseausweise ab 2009 nicht mehr die Autorisierung der Innenminister auf der Rückseite tragen dürfen. Bis dahin war dort die IMK-Aufforderung vermerkt, den Ausweis-Inhaber bei seiner Arbeit zu unterstützen. Seit 2009 lautet die Formulierung: „Institutionen und Unternehmen werden gebeten, den Vertretern der Presse die der Erfüllung ihrer öffentlichen Aufgabe dienenden Auskünfte zu erteilen.“

### 2009 bis 2017
Die ursprünglich beteiligten Verbände führten daraufhin gemeinsam mit zwei hinzugekommenen – VDS und Freelens – den „bundeseinheitlichen Presseausweis“ bis Ende 2014 weiter. An diesem Verbund war Freelens ab 2015 jedoch nicht mehr beteiligt, da sich „sechs kleinere Medienverbände“ zu einem zweiten Verbund zusammengeschlossen hatten: Freelens, die Arbeitsgemeinschaft Dokumentarfilm, der Bundesverband Regie, der Bundesverband professioneller Bildanbieter, der Verband der Motorjournalisten sowie Freischreiber, ein Verband freier Journalisten.
Daneben stellten zahlreiche weitere Organisationen unterschiedlich gestaltete Ausweise nach jeweils eigenen Kriterien aus, teilweise gekoppelt mit Mitgliedschaftspaketen wie Rechtsschutz oder dem Bezug einer journalistischen Fachzeitschrift.
Im Koalitionsvertrag zwischen CDU, CSU und SPD für die 18. Legislaturperiode (ab Herbst 2013) hieß es: „Journalistisch-redaktionell verantwortete Medien sind von zentraler Bedeutung für Demokratie, Informationsfreiheit und Meinungsbildung und zwar unabhängig von der technologischen Verbreitung. Die Koalition unterstützt eine Initiative der Länder zur Wiedereinführung des ‚amtlichen Presseausweises‘.“
Nach der Abschaffung des bundeseinheitlichen Presseausweises und der Verzögerung der Initiative der Länder zu dessen Wiedereinführung, traten vermehrt kommerzielle Anbieter auf und stellten Presseausweise für ihre Kunden für Preise zwischen 44 und 127 Euro aus, auch wenn diese keiner journalistischen Tätigkeit nachgingen. Ausweise dieser Art wurden z. B. verstärkt bei Demonstrationen benutzt, um Polizeiabsperrungen zu überwinden und sich dem politischen Gegner zu nähern oder um Vergünstigungen bei Veranstaltungen zu erschleichen. Dabei handelt es sich um drei Firmen namens General News Service (GNS), Reichstein Research Group und Deutscher Verband der Pressejournalisten (DVPJ). Für alle drei Firmen ist Rudolf Walter verantwortlich.

### Seit 2018
Im November 2016 hatten sich der Deutsche Presserat und die Innenministerkonferenz (IMK) darauf geeinigt, ab 2018 wieder bundeseinheitliche Presseausweise auszugeben. Eine vierköpfige „ständige Kommission“, die zu gleichen Teilen mit Vertretern des Presserats und der IMK besetzt war, hatte darüber zu entscheiden, welche Berufsverbände einen Ausweis vergeben dürften. In Betracht hierfür kämen nur große Verbände, die mindestens 1000 Mitglieder haben, mehr als fünf Jahre bestehen und die sich verpflichten, Ausweise nur an hauptberufliche Journalisten zu vergeben. Ziel sei es, den Zugang zu Informationen für hauptberuflich tätige Journalisten zu verbessern. Patrick Breyer von der Piratenpartei hatte dagegen schon bei Bekanntwerden der neuen Regelung im Jahr 2016 vorsorglich darauf hingewiesen, dass viele Journalisten und Blogger ihrer Arbeit nur als Nebentätigkeit nachgehen könnten; falls sie bei dem neuen Vergabeverfahren benachteiligt würden, käme es zu einer „empfindliche[n] Einschränkung der Pressefreiheit“. Es müsse daher geklärt werden, wie diese Betroffenen zukünftig behandelt würden.
Im Ergebnis wurde die bis 2008 bestehende Regelung wiederhergestellt: Den bundeseinheitlichen Presseausweis geben seit dem 1. Januar 2018 der Deutsche Journalisten-Verband (DJV), die Gewerkschaft dju in ver.di, der Bundesverband Digitalpublisher und Zeitungsverleger (BDZV), der Verband Deutscher Sportjournalisten (VDS), der Medienverband der freien Presse (MVFP) sowie der Fotografenverband Freelens für hauptberuflich Tätige aus. Erkennbar ist der Ausweis am Logo des Presserates und der Unterschrift des Vorsitzenden der Innenministerkonferenz auf der Rückseite.

### Jugend-Presseausweis
Für junge Medienmacher bis 27 Jahre, die nicht hauptberuflich an Jugendmedien arbeiten, geben die Landesverbände der Jugendpresse Deutschland e. V. sowie der Junge Presse Nordrhein-Westfalen e. V. einen mit DJV und dju abgestimmten Jugend-Presseausweis heraus, der daher auch bundesweit anerkannt ist.

### Redaktionsausweise
Zahlreiche Medienunternehmen stellen für ihre Mitarbeiter eigene Ausweise aus. Diese dienen einerseits als Hausausweis, legitimieren andererseits den Inhaber gegenüber Dritten als Mitglied der entsprechenden Redaktion. Bei renommierten Medien kommt diesem Ausweis ein höherer Stellenwert als dem Presseausweis zu.

## Anerkennung
Die Anerkennung der Presseausweise durch Unternehmen und Veranstalter ist sehr unterschiedlich und meist von der Reputation der ausgebenden Organisation abhängig.
Nach wie vor werden etwa von deutschen Messeveranstaltern grundsätzlich die Presseausweise der sechs älteren Verbände DJV, dju / ver.di, MVFP, BDZV plus Freelens und VDS akzeptiert, da ihnen gegenüber vom Antragsteller schriftlich der Nachweis einer hauptberuflichen journalistischen Tätigkeit erbracht werden muss, wie es zwischen 1993 und 2007 durch die Innenministerkonferenz vorgegeben war und seit 2018 wieder ist. Ausweise anderer Vereinigungen, die zum Teil ausdrücklich Werbung damit machen, ihre Ausweise an jedermann auszugeben, werden hingegen mal mehr, mal weniger akzeptiert.
Der Presseausweis wird zunehmend unwichtiger. Viele Veranstaltungen schreiben unabhängig von ihm eine vorherige Akkreditierung vor, die häufig mit Vorgaben an die Journalisten versehen sind.

## Bedeutung
In der täglichen journalistischen Praxis ist der Presseausweis weniger wichtig als oft angenommen. Um von Unternehmen, Institutionen oder sonstigen Veranstaltern bei der Recherche unterstützt zu werden, ist eher von Bedeutung, für welches Medium ein Journalist tätig ist, bzw. dass sich dieser ordnungsgemäß akkreditiert. Von gewisser Bedeutung ist der Presseausweis allerdings beim Auftreten von Journalisten gegenüber Behörden. Nach den deutschen Landespressegesetzen, die sich im Wesentlichen stark ähneln, sind Behörden und öffentliche Institutionen verpflichtet, Pressevertretern Auskunft zu erteilen, wenn dem nicht wirklich schwerwiegende Gründe entgegenstehen. Auch ist Journalisten gemäß § 6 Abs. 2 Versammlungsgesetz der Zutritt zu öffentlichen Versammlungen in geschlossenen Räumen nach Vorlage ihres Presseausweises zu gewähren.

## Presseausweis und Journalistenrabatt
Für viele Journalisten hat der Besitz des Presseausweises noch einen anderen Aspekt: Sie erhalten gegen Vorlage des offiziellen Presseausweises sogenannte Journalistenrabatte oder Pressekonditionen. Zahlreiche Firmen gewähren Sonderkonditionen für Journalisten, Vergünstigungen und Preisnachlässe auf Waren und Dienstleistungen. Journalistenrabatte sind berufsintern umstritten, weil sie als mögliche Form der Vorteilsnahme oder Bestechung die journalistische Berichterstattung prägen könnten.

## Auto-Presse-Schild

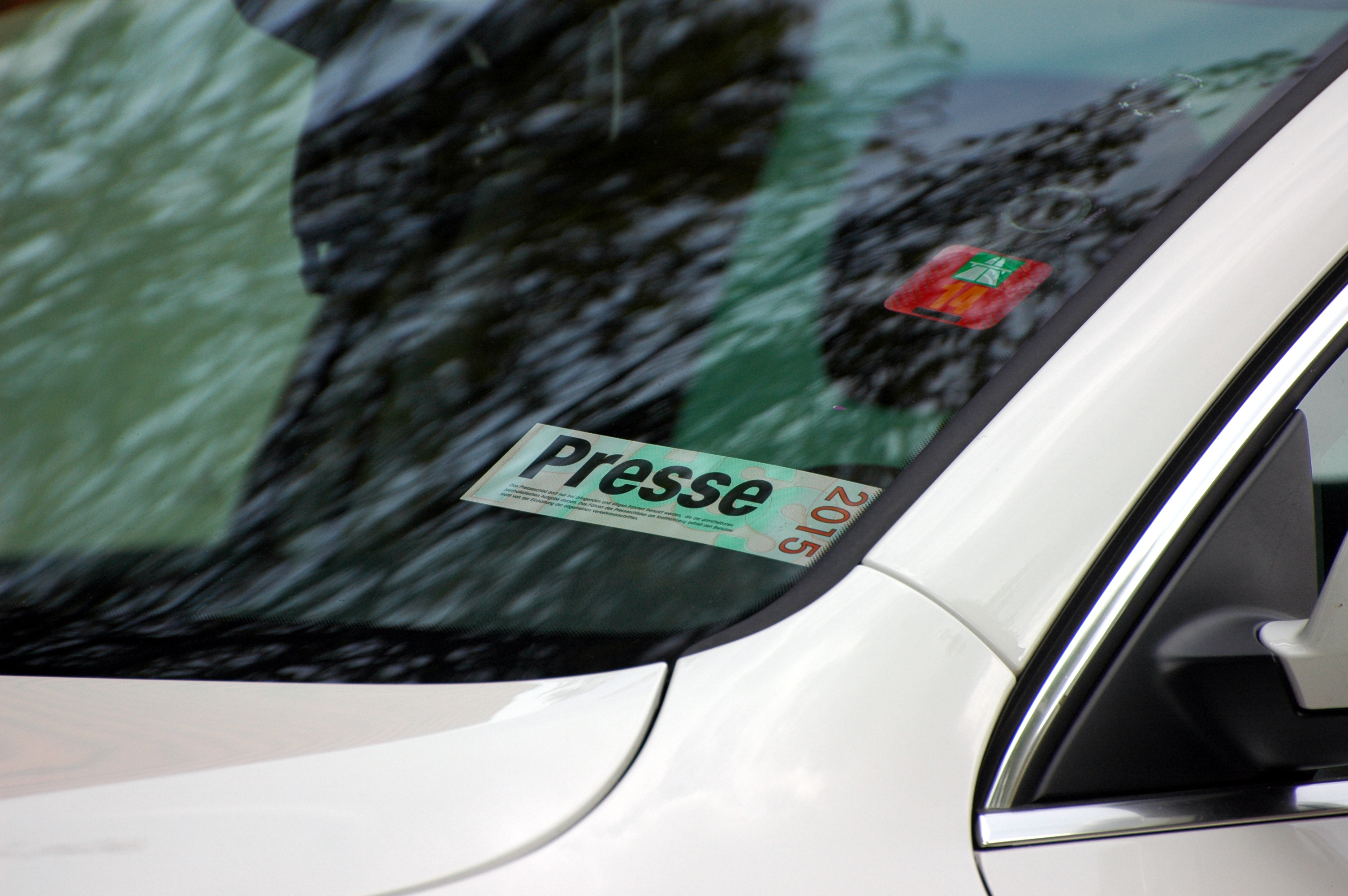
Auto-Presse-Schild

Viele Organisationen, die Presseausweise ausstellen, vertreiben dazu auch ein Presseschild, das ins Auto gelegt werden kann. Dieses Schild kann in Einzelfällen sinnvoll sein, um etwa in großen Fahrzeugmengen als Pressevertreter erkennbar zu sein, hat jedoch keine Funktion im rechtlichen Sinne. Insbesondere berechtigt es nicht zum Überschreiten der Straßenverkehrsordnung oder anderer gesetzlicher Regelungen. Bei den größeren deutschen Messen gibt es als Serviceleistung üblicherweise ein gesondertes Parkplatzkontingent, das speziell für Pressevertreter reserviert ist.